# Alicatado

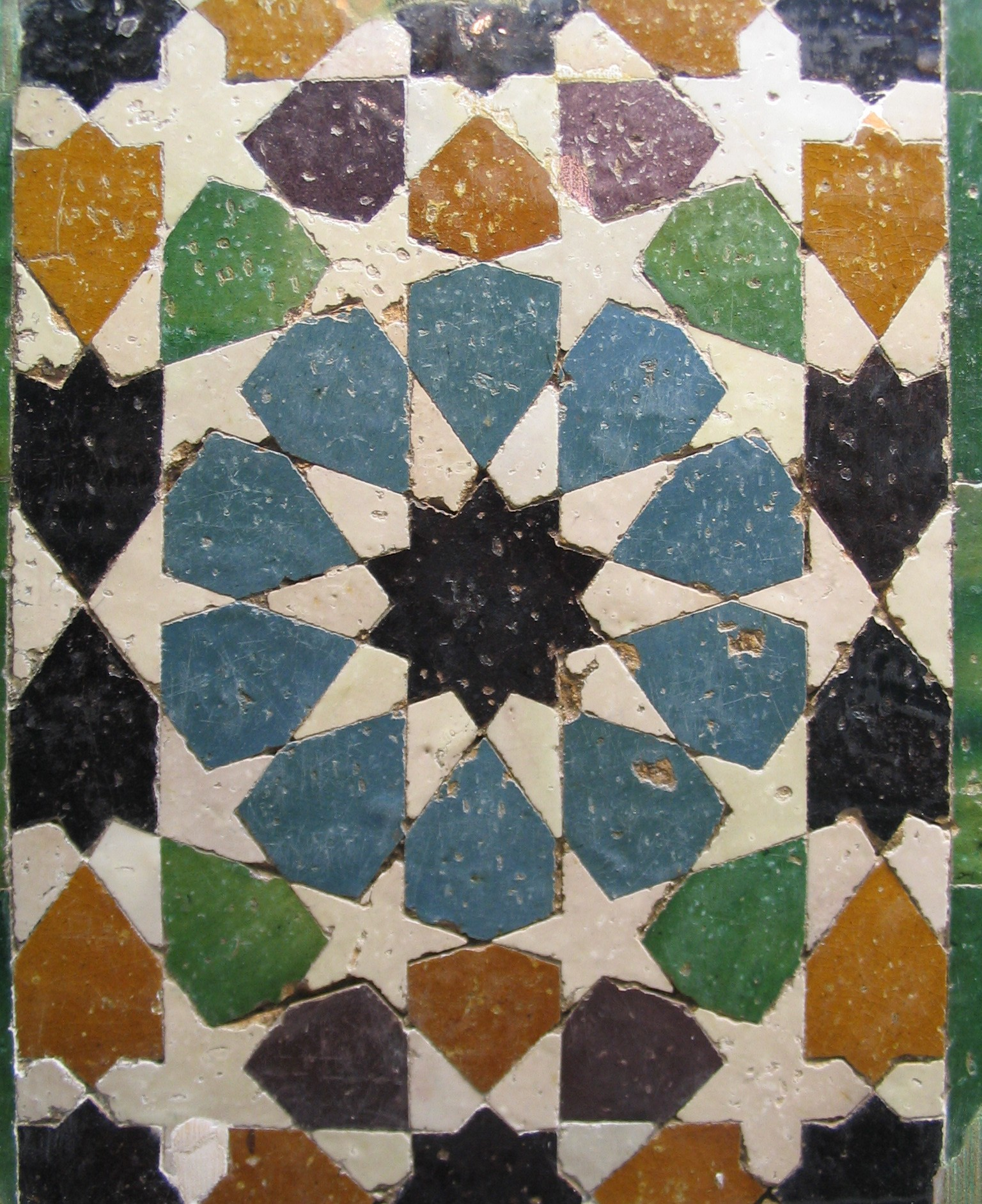
Alicatado de azulejos en el Museo Arqueológico de Granada, España.

El alicatado, palabra proveniente del árabe hispánico al-qataa, es la acción de revestir un suelo o una pared con azulejos. El azulejo para alicatar está cortado de manera que se consiga una forma y tamaño convenientes, previamente dibujados.